# غينكي هاراغوتشي
جينكي هاراغوتشي (باليابانية: 原口 元気) مواليد 9 مايو 1991 في كوماغايا، سايتاما، سايتاما، اليابان، هو لاعب كرة قدم ياباني يلعب مع نادي هرتا برلين كلاعب وسط. مثّل منتخب اليابان لكرة القدم فئة الشباب.

## مرحلة الشباب

### أندية لعب لها
- أوراوا رد دايموندز

## المسيرة الاحترافية

### أندية لعب لها
- أوراوا رد دايموندز
- نادي هرتا برلين

## روابط خارجية
- غينكي هاراغوتشي على موقع الاتحاد الدولي (مؤرشف)  (الإنجليزية)
- غينكي هاراغوتشي على موقع رابطة كرة القدم اليابانية للمحترفين (اليابانية)
- غينكي هاراغوتشي على موقع إي إس بي إن إف سي (الإنجليزية)
- غينكي هاراغوتشي على موقع قاعدة بيانات كرة القدم.إي يو (الإنجليزية)
- غينكي هاراغوتشي على موقع بيانات كرة القدم. دي إي (الألمانية)
- غينكي هاراغوتشي على موقع ناشيونال فوتبول تيمز (الإنجليزية)
- غينكي هاراغوتشي على موقع Soccerbase.com (لاعب) (الإنجليزية)
- غينكي هاراغوتشي على موقع Soccerway.com (الإنجليزية)
- غينكي هاراغوتشي على موقع عالم كرة القدم.نت (الإنجليزية)
- غينكي هاراغوتشي على موقع AS.com (الإسبانية)